# Yours Sincerely (Anna Bergendahl)
Yours Sincerely is het eerste album van de Zweedse zangeres Anna Bergendahl. Het album kwam op 21 april 2010 uit in Zweden.

## Muziek
| Nr. | Titel | Duur |
| --- | --- | ---- |
| 1.  | Rolling Dice (Daniel Zangger Borch/Anna Bergendahl/Dan Sundquist)                                                   |      |
| 2.  | This is My Life (Zweedse inzending Eurovisie Songfestival 2010; tekst: Kristian Lagerström, muziek Bobby Ljunggren) |      |
| 3.  | Barcelona Blues (Anna Bergendahl)                                                                                   |      |
| 4.  | The Army (Kristian Lagerström/Bobby Ljunggren)                                                                      |      |
| 5.  | Yeah Yeah Yeah (Daniel Zangger Borch/Anna Bergendahl/Dan Sundquist)                                                 |      |
| 6.  | My Love (Daniel Zangger Borch/Mohammad Denebi)                                                                      |      |
| 7.  | Beautiful (Daniel Zangger Borch)                                                                                    |      |
| 8.  | Bye Bye Darling (Daniel Zangger Borch/Anna Bergendahl/Mohammad Denebi/Björn Djupström)                              |      |
| 9.  | Got My Heart In Your Pocket (Kristian Lagerström/Johan Lyander)                                                     |      |
| 10. | Have A Heart (Bonnie Hayes)                                                                                         |      |
| 11. | You Make Me Happy (Kristian Lagerström/Bobby Ljunggren; duet met Brandur Enni)                                      |      |
| 12. | Melodramatic Mess (Anna Bergendahl)                                                                                 |      |

## Hitnotering
Het album belandde op de eerste plaats in Zweden. In Nederland kwam de single "This is My Life" niet verder dan 1 notatie in de Single Top 100 op plaats 93 op 5 juni 2010. De single "This is My Life" kwam ook in de hitlijsten in Zwitserland (1 week op plaats 62), Noorwegen (2 weken en een zesde plaats) en uiteraard in Zweden (17 weken en een eerste plaats). 
| Chart (2010)      | Hoogste positie |
| ----------------- | --------------- |
| Sverigetopplistan | 1               |